# 普拉维亚
普拉维亚，是西班牙阿斯图里亚斯的一个市镇。总面积103平方公里，总人口9226人（2001年），人口密度90人/平方公里。